# Klorofyll
| Skiss över bladfärger. |  | Kalottmodell av klorofyll a. |
| Skiss över bladfärger. |  | Kalottmodell av klorofyll a. |

Klorofyll är det ämne som ger växter deras gröna färg. Ämnet spelar en avgörande roll i fotosyntesen, det vill säga växternas omvandling av koldioxid, vatten och ljusenergi till kolhydrater och syrgas. Klorofyll isolerades först av Joseph Bienaimé Caventou och Pierre Joseph Pelletier 1817. Klorofyll finns i flera olika varianter. Typ a och b finns hos gröna växter. Typ c finns hos till exempel brunalger och d hos rödalger. Fotosyntetiserande bakterier har många olika varianter av klorofyll (och speciella bakterieklorofyll).

## Spektrala egenskaper
| Absorbtionsspektra för klorofyll a och b. |  | Fluorescerande extraherat klorofyll i alkohollösning under UV-ljus. |
| Absorbtionsspektra för klorofyll a och b. |  | Fluorescerande extraherat klorofyll i alkohollösning under UV-ljus. |

Klorofyll typ a och b absorberar något olika våglängder av ljus i de blå (400-500 nm) och röda (600-700 nm) delarna av spektrumet. De skiljer sig också något i sin funktion i den kemiska reaktion (fotosyntes) som omvandlar vatten, koldioxid och solljus till socker och syre, 6H2O + 6CO2 + solljus → C6H12O6 + 6O2. Klorofyllet i växternas blad absorberar rött ljus på våren och sommaren, så att vi ser bladen som gröna. De typiskt klorofyllgröna färgerna har en tydlig gulaktighet, med kulörtoner mellan NCS G40Y och G50Y.
På hösten bryts klorofyllet hos lövfällande växter (speciellt märkbart hos lövträd) ner till färglösa tetrapyrroler och då absorberar de kvarvarande antocyaninerna, xantofyllerna och karotenoiderna i bladen mest grönt ljus och reflekterar därför komplementfärgerna (i detta fall rött och gult); därför ser vi löven som gula/orange. I slutet av 1800-talet påvisades att rött och blått ljus är effektiva vid fotosyntesen.
Ljusenergi som absorberas av klorofyll kan antingen omvandlas till kemisk energi och driva fotosyntesen, ombildas till värmeenergi eller avges som ljusstrålning (fluorescens). Hos en växt kan man därför genom att belysa med ljus av en bestämd kortare våglängd (till exempel blått) och mäta fluorescensen i det återemitterade ljuset med längre våglängd (rött) få ett mått på fotosyntesens effektivitet (emissionsspektra är alltid förskjutna mot längre våglängder relativt absorptionsspektra, så kallat Stokes-skift). Om man extraherar klorofyll från en växt kan det inte längre förekomma någon fotosyntes och då blir fluorescensen tydlig i form av återutsänt rött ljus (i vit belysning är transmitterat och reflekterat ljus grönt och dominerar över det röda återutsända ljuset, men ser man en lösning av extraherat klorofyll belyst från sidan eller med ultraviolett ljus ser lösningen röd ut).

## Kemisk struktur
Klorofyll är ett klorin- eller porfyrinpigment som strukturellt liknar och produceras genom samma metaboliska kedja som exempelvis hem. I centrum av porfyrinringen finns en magnesiumjon, vilket, när det upptäcktes 1906 av den tyske kemisten Richard Willstätter, var den första gången som magnesium påträffades i levande vävnad. I de strukturformler som avbildas nedan har några av liganderna som binder till den centrala Mg2+ utelämnats för tydlighetens skull. Porfyrinringen kan ha flera olika sidokedjor, bland dessa vanligen en lång fytolkedja. Det finns flera former som uppräder naturligt, men den vanligaste i landväxter är klorofyll a. Efter inledande arbeten av Willstätter mellan 1805 och 1915, togs den allmänna strukturen hos klorofyll a fram av Hans Fischer 1940. År 1960, när det mesta av stereokemin för klorofyll a var känd, lyckades Robert Burns Woodward framställa ämnet syntetiskt och 1990 publicerade Woodward med flera en uppdaterad syntes. Klorofyll f rapporterades förekomma i cyanobakterier som bildar stromatoliter 2010. Klorofyll e är en sällsynt typ som har hittats hos två alger tillhörande Xanthophyceae (Tribonema bombycinum och Vaucheria hamata) och vars struktur inte har blivit bestämd (man misstänker även att det kan vara en artefakt). 
De olika klorofyllernas strukturer sammanfattas nedan:
|                  | Klorofyll a      | Klorofyll b                       | Klorofyll c1      | Klorofyll c2      | Klorofyll d             | Klorofyll f      |
| Summaformel      | C55H72O5N4Mg     | C55H70O6N4Mg                      | C35H30O5N4Mg      | C35H28O5N4Mg      | C54H70O6N4Mg            | C55H70O6N4Mg     |
| C2 grupp         | -CH3             | -CH3                              | -CH3              | -CH3              | -CH3                    | -CHO             |
| C3 grupp         | -CH=CH2          | -CH=CH2                           | -CH=CH2           | -CH=CH2           | -CHO                    | -CH=CH2          |
| C7 grupp         | -CH3             | -CHO                              | -CH3              | -CH3              | -CH3                    | -CH3             |
| C8 grupp         | -CH2CH3          | -CH2CH3                           | -CH2CH3           | -CH=CH2           | -CH2CH3                 | -CH2CH3          |
| C17 grupp        | -CH2CH2COO-fytyl | -CH2CH2COO-fytyl                  | -CH=CHCOOH        | -CH=CHCOOH        | -CH2CH2COO-fytyl        | -CH2CH2COO-fytyl |
| C17-C18 bindning | Enkel (klorin)   | Enkel (klorin)                    | Dubbel (porfyrin) | Dubbel (porfyrin) | Enkel (klorin)          | Enkel (klorin)   |
| Förekomst        | Universell       | grönalger bladmossor angiospermer | kromalveolater    | kromalveolater    | rödalger cyanobakterier | cyanobakterier   |

|  |  |  |
|  |  |  |

När växter mister sin gröna färg på hösten (senescens) ombildas klorofyll till färglösa tetrapyrroler med den allmänna strukturen:
Dessa föreningar har också upptäckts i flera mognande frukter.

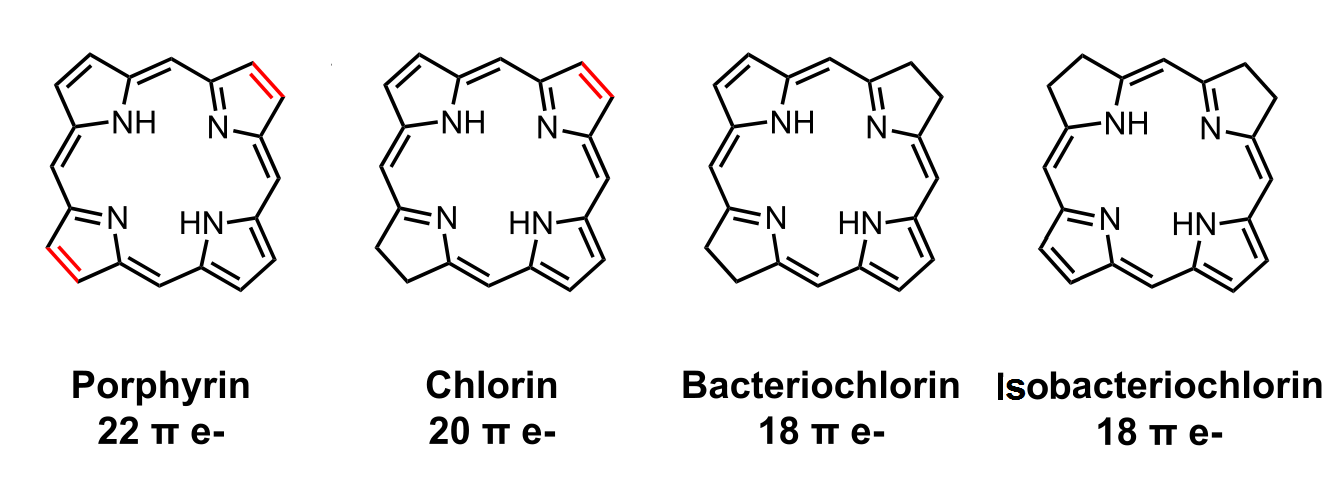
Porfyrin, klorin, bakteriekloriner

## Bakterieklorofyll
Bakterier tillhörande klassen Anoxyphotobacteria har fotosyntespigment, så kallat bakterieklorofyll. Det finns flera olika typer och typerna a, b och g kännetecknas av att pyrrolring II har en dubbelbindning mindre än hos klorofyll (det vill säga att den är en pyrrolinring). Övriga bakterieklorofylltyper är inte "äkta bakterieklorofyll" eftersom de har en klorinring precis som vanligt klorofyll. Dessa bakterier saknar fotosystem II och använder andra ämnen än vatten (t.ex. vätgas, koldioxid eller svavel) som elektrondonatorer direkt till fotosystem I. Bakterieklorofyll absorberar ljus med längre våglängd än klorofyll a; upp till 1000 nm.

## Livsmedelsfärg
Ämnet är godkänt som färgämne i livsmedel; det har då E-nummer E 140.